# Habsburg–Tescheni Albert főherceg
Habsburg–Tescheni Albert (ismert még mint Ausztria–Tescheni Albert főherceg, németül: Erzherzog Albrecht von Österreich-Teschen; 1817. augusztus 3. – 1895. február 18.) a Habsburg–Lotaringiai-ház tescheni ágából származó osztrák főherceg, Teschen második uralkodó hercege, Károly Lajos főherceg és Nassau–Weilburgi Henrietta Alexandrina fia, a Császári és Királyi Hadsereg tábornagya és főhadparancsnoka, Magyarország polgári és katonai kormányzója, eredményes katonai vezető, nagybirtokos, nagyiparos.

## Élete

### Származása, testvérei
Édesapja Habsburg–Tescheni Károly osztrák főherceg (1771–1847), Teschen első hercege volt, II. Lipót német-római császár, magyar és cseh király és Mária Ludovika császárné harmadik fia, a nagyhírű hadvezér, aki elsőként aratott győzelmet I. Napóleon császár fölött az 1809-ben asperni csatában. Édesanyja Henrietta Alexandrina nassau–weilburgi hercegnő (1797–1829), Frigyes Vilmos nassau–weilburgi herceg (1768-1816) és Lujza Izabella kirchbergi várgrófnő (Burggräfin) leánya volt. Hét gyermekük közül Albert főherceg volt a legidősebb fiú. A testvérek:
- Mária Terézia Izabella főhercegnő (1816–1867), aki később II. Ferdinánd nápoly–szicíliai király feleségeként Nápoly és Szicília királynéja lett.
- Albert (Albrecht) főherceg (1817–1895), Teschen második hercege, tábornagy, főhadparancsnok.
- Károly Ferdinánd főherceg (1818–1874), akinek fiait Albert fogadta örökbe. Legidősebb fia, Frigyes főherceg tábornagy 1914-1917 között az Osztrák–Magyar Monarchia haderejének főparancsnoka lett.
- Frigyes Ferdinánd Lipót főherceg (1821–1847), a londoni szövetség Szíria elleni 1840-es hadjáratának hőse.
- Rudolf Ferenc főherceg (*/† 1822), születésekor meghalt.
- Mária Karolina Lujza Krisztina főhercegnő (1825–1915), aki az ifjabb Rainer (Ferdinánd) osztrák főherceghez, az id. Rainer főherceg és Savoyai Mária Erzsébet carignanói hercegnő fiához ment férjhez.
- Vilmos főherceg (1827–1894), aki később az császári tüzérség főfelügyelője és a Német Lovagrend Nagymestere lett.

### Házassága, gyermekei

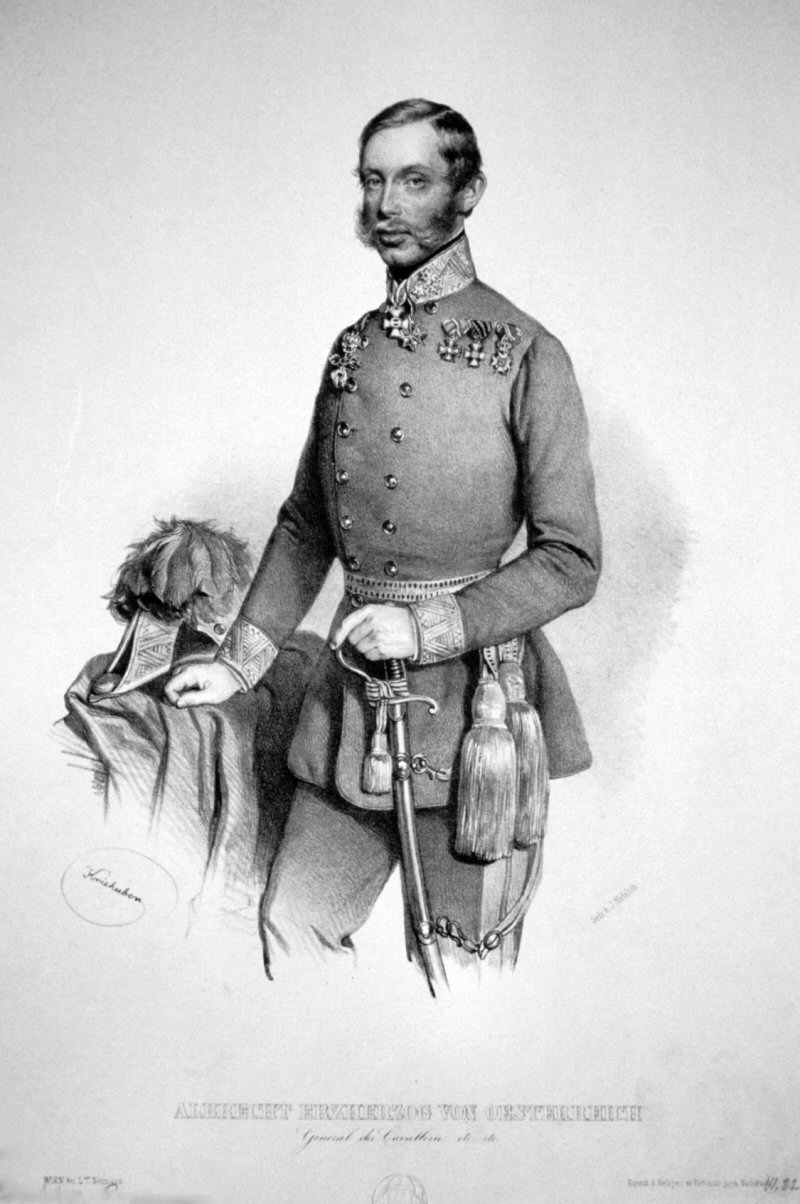
Albert főherceg 1851-ben (Josef Kriehuber litográfiája)

Albert főherceg 1844-ben feleségül vette Hildegárd Lujza bajor királyi hercegnőt (1825–1864), I. Lajos bajor király (1786–1868) és Terézia Sarolta Lujza szász–hildburghauseni hercegnő, bajor királyné (1792–1854) leányát. A házasságból két leány született, és egy fiú, aki azonban egyéves kora előtt meghalt:
- Mária Terézia Anna főhercegnő (1845–1927), aki 1865-ben Fülöp württembergi herceghez (1838–1917) ment feleségül.
- Károly Albert Lajos főherceg (1847–1848), az egyetlen fiú, kisgyermekkorban meghalt.
- Matild Mária Adelgunda Alexandra főhercegnő (1849–1867), aki 18 éves korában tragikus balesetben veszítette életét, amikor a bécsi Hetzendorf kastélyban rendezett ünnepségen ruhája tüzet fogott és ő belehalt égési sérüléseibe.

Második leányának születése körüli komplikációk következtében Hildegárd főhercegné, hosszas kezelések ellenére sem szülhetett több gyermeket. 1864-ben Hildegárd főhercegné részt vett bátyjának, II. Miksa bajor királynak (1811–1864) temetésén. Megfázott, mellhártyagyulladást kapott, és 1864. április 2-án meghalt. Halálos ágyánál jelen volt unokahúga, Erzsébet császárné és királyné is. A főhercegnét a bécsi kapucinusok templomában, a Császár-kriptában (Kaisergruft) temették el. Albert főherceg, Teschen hercege férfi örökös nélkül maradván, 1874-ben unokaöccseit fogadta örökbe.

### Pályakezdése
Az asperni győztes hadvezér, Károly főherceg legidősebb fiát, Albert főherceget, apjához hasonlóan katonai pályára szánták. Édesanyjának, Henrietta főhercegnőnek korai halála után a fiú nevelését apja irányította, néhány magántanár segítségére támaszkodva. Károly főherceg intenciói szerint a fiú csak a legminimálisabb általános képzést kapta, alapvetően katonai stratégiai és taktikai ismereteket tanult, főleg az apja által készített segédanyagokból.
Fényes katonai karriert futott be. Átugrotta a katonai ranglétrát. 1830-ban felvették a Habsburg-család lovagrendjének, az Aranygyapjas rendnek tagjai közé, ugyanebben az évben, 13 éves korában már ezredessé nevezték ki. Ezredtulajdonos (tiszteletbeli ezredparancsnok) lett. A valódi katonatiszti mesterséget csak 20 éves korában, 1837-ben kezdte el gyakorolni, amikor kinevezték a Wimpffen nevét viselő 13. gyalogezredben az 1. zászlóalj parancsnokának. Tanítómestere Friedrich von Ruff ezredes volt. Kiképzését később a lovasságnál és a tüzérség kötelékében folytatta.
1839-ben ugyanebben a minőségben a Mengen vértesezredhez helyezték. 1840-ben vezérőrnaggyá lépett elő, 1843-ban altábornaggyá. 1845. január 15-én, 28 éves korában kinevezték Alsó- és Felső-Ausztria, valamint Salzburg tartományok katonai főparancsnokává.

### A tescheni hercegi örökség

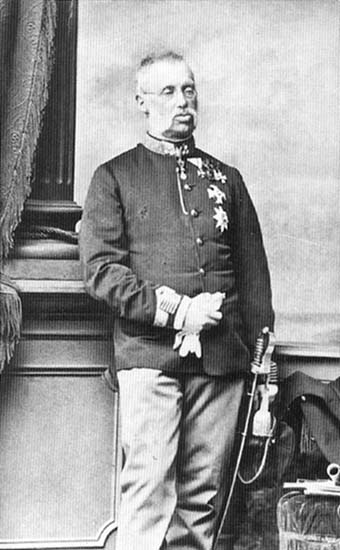
Az idős Albert főherceg

Albert főherceg apja, Károly főherceg 1809 májusában az asperni csatában legyőzte Napóleont, és jelentős szerepet vitt az 1813-as Népek Csatájában is, amely a Francia Császárság bukásához vezetett, ezért őt I. Ferenc császár 1822-ben Teschen első hercegének méltóságába emelte. A hatalmas birtokot 1847-ben Károly fia, Albert főherceg örökölte. A tescheni hercegséggel birtokába került a sziléziai Saybusch (ma: Żywiec, Lengyelország), a csehországi Seelowitz (ma: Židlochovice, a morvaországi Friedek (ma: Frýdek-Místek, és a Moson vármegyei Magyaróvár. Albert főherceg lett a Birodalom egyik leggazdagabb embere. Örökségéhez tartozott számos értékes ingatlan Pozsonyban és Bécsben, köztük a bécsi főhercegi palota, az Albertina, az elődök által teremtett nagy értékű műgyűjteménnyel együtt (ma az osztrák állam tulajdona). A birtokok mezőgazdasági termékei a Birodalom piacain jelentős forgalmat képviseltek.

### Harcban a forradalmak ellen
1848-ban a forradalmi események középpontjába került. Mint a Bécsben tartózkodó legmagasabb rangú parancsnok, március 13-án utasítást kapott, hogy tisztítsa meg az utcát az Alsó-Ausztriai Tartományi Gyűlés épülete előtt tüntető tömegtől. Mivel ez a helyőrség katonáinak nem sikerült, Albert főherceg személyes tekintélyét latba vetve igyekezett a tüntetőket távozásra bírni. Eközben az erősítésként odaérkező csapatok habozás nélkül tüzet nyitottak az embertömegre, amelyben maga a főherceg is tartózkodott. A botrányos eset után – mivel Albert főherceg köztudottan hajlott az erőszakos megoldásokra – az udvari körök megvádolták, hogy ő maga adott utasítást a katonaságnak hogy tüzeljenek a fegyvertelen népre. E gyanúsítás miatt Albert főherceg március 15-én lemondott magas katonai beosztásáról, és jelentkezett önkéntesnek Radetzky tábornagy itáliai hadseregébe. Személyes bátorságával kitűnt a Santa Lucia-i csatában (Verona mellett).
1849-ben kinevezték hadosztályparancsnokká D'Aspre táborszernagy II. hadtestében. Kitüntetéssel harcolt az olasz nemzeti felkelő csapatok ellen Gravellonánál, Mortaránál. Hadosztályával keményen kitartott Novara alatt, ahol a túlerőben lévő ellenséget az osztrák erősítés megérkezéséig fel tudta tartóztatni. Harctéri sikereiért megkapta a Katonai Mária Terézia-rend (MMThO) parancsnoki keresztjét. A hadjárat befejezése után kinevezték a csehországi III. hadtest parancsnokának, és a mainzi erődítmény kormányzójának. 1851-ben, Haynau táborszernagy menesztését követően kinevezték az öt kerületre osztott Magyar Királyság (Magyarhon a vele törvényesen egyesített Erdélyország, Tótország, Horvátország a magyar tengermellék és a katonai végvidék, Dalmátország) élére katonai és polgári kormányzójává, aminek a célja az ország gyarmatosítása volt. Tisztsége megszűnt azután, amikor 1860. október 20-án a császár kiadta az októberi diplomát.

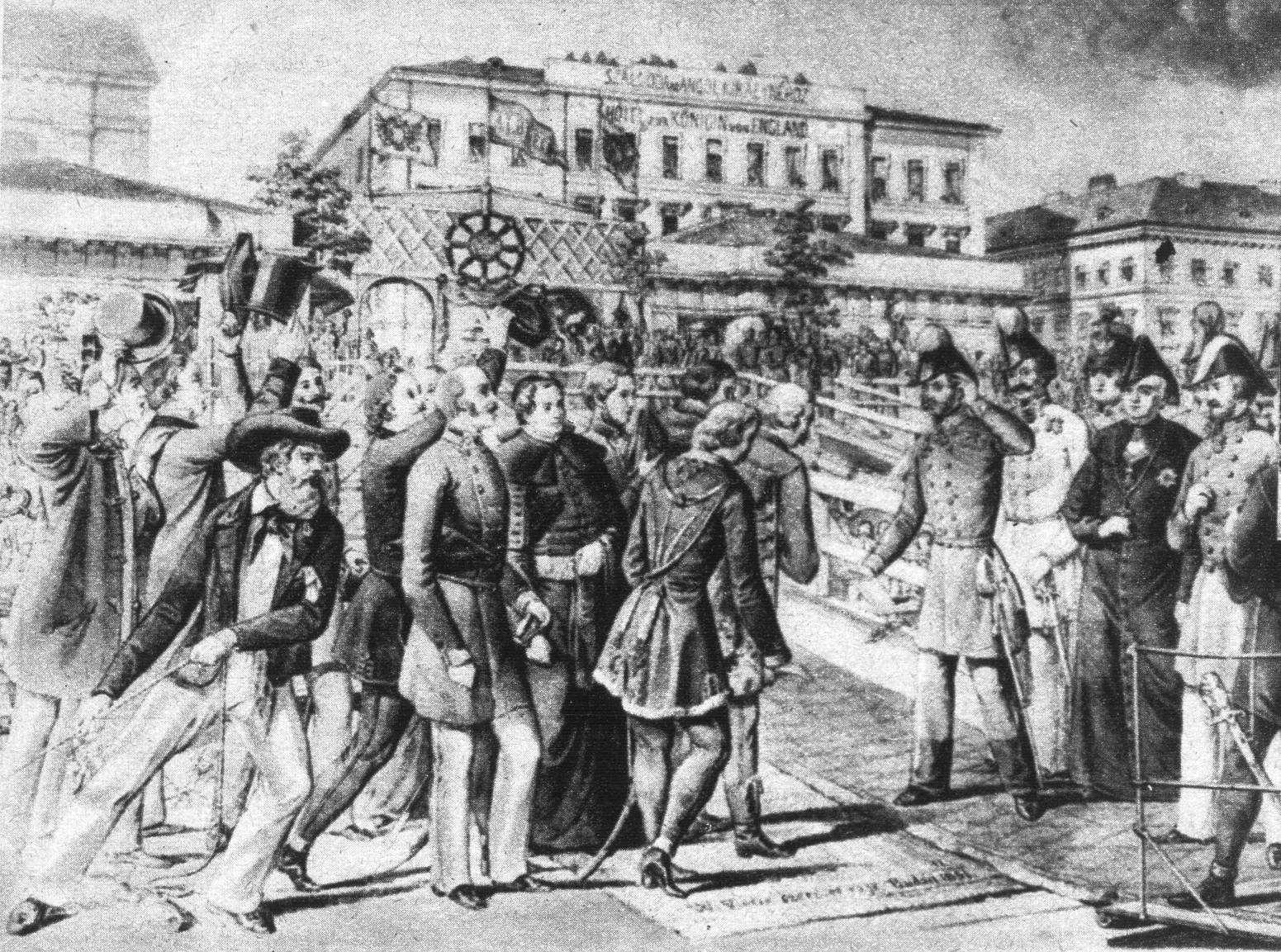
Albrecht főherceg Bécsből megérkezik Pestre. Az „Angol Királyné” előtt kiszáll a hajóból

Mint az abszolutizmus, a birodalmi központosítás (centralizmus) és a konzervativizmus feltétlen híve, végrehajtotta a Bécsből érkező utasításokat, bár sokszor nem értett egyet ezekkel. Az 1848–49-es forradalom és szabadságharc leverése utáni birodalmi konszolidáció sértette a magyar nemzeti érdekeket. Albert főherceg nem pártolta az erőszakos németesítést, a megbékítést a magyar nemesség bevonásával képzelte el. Kívánságára Benedek Lajos tábornokot is az ő parancsnoksága alá helyezték. A Benedek által javasolt politikai engedményeket azonban a bécsi udvar abszolutista körei elutasították, Benedeket hamarosan visszaküldték lombardiai állomáshelyére. Albert főherceg nem tudta összeegyeztetni a vele szemben támasztott ellentétes elvárásokat. Működésével mindkét fél elégedetlen volt. 1859-ben lemondott tisztségéről.
Még 1859 tavaszán bizalmas küldetéssel a berlini királyi udvarba küldték, hogy az Osztrák Császárság számára megnyerje Poroszország támogatását a küszöbön álló szárd–piemonti háborúban. Próbálkozása nem járt sikerrel. Kinevezték a 3. hadsereg parancsnokává. Ez a hadsereg azonban nem vett részt az 1859. június 24-i lezajlott solferinói ütközetben, ahol III. Napóleon császár francia csapatai és a szárd-piemonti erők döntő vereséget mértek az osztrák császári hadseregre (amelyben sok kényszersorozott magyar katona is harcolt). Ez volt Ferenc József császár első csatavesztése. Ausztriának le kellett mondania Lombardiáról, az olasz egység elől elhárultak az akadályok. Albert főherceget a szervezés alatt álló Rajnai Hadsereg (Rheinarmee) parancsnokává akarták kinevezni, de a megsemmisítő solferinói vereség után nem került sor további, Franciaország elleni hadműveletekre.
Solferino után három viszonylag nyugodt év következett Itáliában. 1860–61-ben Albert főherceg volt a vicenzai VIII. hadtest parancsnokló tábornoka. Lovassági tábornokká (General der Cavallerie) 1951-ben, majd 1863-ban tábornaggyá (Feldmarschall) nevezték ki.
1864 tavaszán ismét Berlinben járt, hogy megegyezést keressen Poroszországgal. A Német Szövetség vezetéséért folyó nagyhatalmi rivalizálás azonban elmélyítette az ellentéteket a két monarchia között. Poroszország és Ausztria az 1864-es porosz–osztrák–dán háborúban még közösen szerezték meg, és közös igazgatás alá vonták a Dániától elhódított Schleswig-Holstein tartományokat, 1865-ben a gasteini szerződésben már felosztották egymás között ezt a területet, az ebből kialakult vita lett az 1866-os porosz–osztrák háború közvetlen kirobbantó előzménye.

### A porosz–osztrák háborúban
A porosz–osztrák–olasz háborúban Albert főherceg 3. hadserege az olasz fronton ténykedett. 1866. május 5-én kinevezték az osztrák Déli Hadsereg (Südarmée) parancsnokának (ez magában foglalta a V., VII. és IX. hadtesteket). Ennek vezérkari főnöke Franz von John tábornok (1815–1876) volt. Albert hadserege sikeresen harcolt az olaszok ellen. Június 24-én a custozzai csatában döntő győzelmet aratott. Az olasz csapatok nem tudták elfoglalni Veneto tartományt. A győzelem Albertet a legnagyobb osztrák hadvezérek közé emelte. Teljesítményének elismeréseképpen Ferenc József császár a Habsburg–Lotaringiai-ház legnagyobb katonai kitüntetését, a Katonai Mária Terézia-rend (MMThO) nagykeresztjét adományozta Albertnek. Tegetthoff admirális győzelme július 20-án Lissánál az olasz flotta ellen reményt adott a poroszok oldalán hadba lépett olaszok kikapcsolására a háborúból.
Azonban az 1866. július 3-án Csehországban lezajlott königgrätzi csatában a porosz haderő, Helmuth von Moltke vezértábornagy (1800–1891) parancsnoksága alatt megsemmisítő vereséget mért az osztrák hadseregre, amelyet Benedek Lajos táborszernagy (1804–1881) irányított. A csata hadvezetési hibák miatt veszett el, ennek nyomán Benedek táborszernagyot minden tisztségéből leváltották, és hadbíróság elé állították, de a Ferenc József utasítására az eljárást megszüntették.
Albert főherceg a Déli Hadsereg nagy részével nyomban észak felé vonult. Bécstől északra védőállásokat foglalt el. Megakadályozta, hogy poroszok elfoglalják a fővárost, ami Ausztria számára még sokkal súlyosabb súlyosabb következményekkel járt volna. A porosz–osztrák háborút egyébként a kortársak és sok mai német történész is belnémet háborúnak, egyfajta testvérharcnak tekinti. Ma nincs egyetértés abban, hogy az olasz győzelmek Albert főherceg, hadseregparancsnok, vagy John tábornok, vezérkari főnök érdemeinek tudhatók-e be. A kortársak, de sok mai történész is úgy véli, ha a háború előtt Albert főherceget nevezték volna ki főhadparancsoknak, Ausztria a győzelem reális esélyével vághatott volna bele a porosz–osztrák–olasz háborúba.
Albert megkezdte a felkészülést a poroszok elleni háború folytatására, de a Königgrätznél elszenvedett kudarc nagysága és a Birodalom belső helyzete arra késztette Ferenc Józsefet, hogy kapituláljon a poroszok előtt, és fegyverszünetet kérjen. Július 26-án Nikolsburgban előzetes békekötés történt, augusztus 23-án megkötötték a prágai békeszerződést. Ausztriának le kellett mondania Veneto tartományról, és ki kellett válnia a Német Szövetségből, amely a Porosz Királyság irányítása alá került, és átalakult Északnémet Szövetséggé. Poroszország ezenkívül bekebelezett számos nyugati német fejedelemséget. A birodalom fennmaradása érdekében 1867-ben a Habsburg-ház kiegyezésre kényszerült Magyarországgal is, létrejött az Osztrák–Magyar Monarchia.

### A császári és királyi haderő főfelügyelője
A porosz–osztrák–olasz háború után újjászervezték az osztrák (1867-től után már osztrák–magyar) hadsereget. Ferenc József császár a haderő újonnan létesített legfelső parancsnoki (Armeeoberkommandant, rövidítve AOK) tisztségébe Albert főherceget nevezte ki. Albert korábbi törzskari főnöke, Franz von John tábornok lett a hadügyminiszter és a haderő vezérkari főnöke. Haderő-főparancsnokként Albert főherceg több haderőszervezési reformot indított el. John tábornok követelésére azonban a haderő-főparancsnoki tisztséget alig két évvel később, 1868. január 15-én megszüntették. Albert főherceg „csak” hadsereg-parancsnoki (Armeekommandant) tisztséget kapott, és kinevezték a császári és királyi haderő főfelügyelőjének (Generalinspektor der k.u.k. Armee). 1888-ban vezértábornaggyá (Generalfeldmarschall) léptették elő. A haderőt nem irányíthatta, de annak főfelügyelőjeként vezette a haderő újjászervezési bizottságát (Reorganisationskommission).
Albert nem adta fel haderő-irányítási terveit sem, szívós kitartással meg is valósította ezeket. Például az 1877–78-as orosz–török háború idején Albert eredményesen tiltakozott az ellen, hogy Ausztria hadbalépjen, vagy hadat üzenjen Oroszországnak. Albert meg volt győződve arról, hogy egy Oroszország elleni támadó háborút nem lehet győzelmesen megvívni. Álláspontját John vezérkari főnök is támogatta. A tapasztalt harctéri parancsnokok jól látták a haderők képességeit és fogyatékosságait, amelyek három évtizeddel később, az első világháborúban napvilágra is kerültek.
Hatalmas személyi befolyása és tekintélye nemcsak magas katonai rangján és dicsőséges győzelmeinek emlékén alapult. A tescheni hercegi uradalom révén Albert főherceg az osztrák gazdasági élet jelentős szereplője is volt. Őt tekinthetjük a Monarchia első nagybirtokosának és nagyiparosának. Földbirtokai 2070 km2 nagyságú területet tettek ki, mezőgazdasági és ipari termékei hatalmas bevételt biztosítottak a tulajdonosnak. Albert főherceg 1866-tól haláláig a haderő főfelügyelője maradt. Több hadügyminiszterek és vezérkari főnökök (Johnt, Kuhnt és Schönfeld) jöttek és mentek, szövetségi rendszerek változtak, Albert főherceg maradt. A három császár szövetsége felbomlott, 1879. október 7-én megszületett az Osztrák–Magyar Monarchia és a Német Császárság Kettős Szövetsége, amely 1882. május 20-án Olaszország belépésével Hármas Szövetséggé bővült. Albert álláspontja szerint Oroszországot nem lehet egy csapásra úgy legyőzni, ahogy 1871-ben Sedannál Poroszország legyőzte III. Napóleont. Mint a haderő főfelügyelője, állandó ellenőrzéseket végzett. Tapasztalatai alapján katonai szakmunkákat írt, javaslatokat dolgozott ki és hajtatott végre. Jelentős része volt a haderő modernizálásában, szervezetének és felszerelésének javításában. A 20. század küszöbére érkező Monarchia a korszak színvonalán álló haderővel rendelkezhetett.
Albert főherceg, tábornagy 78 éves korában, 1895. február 18-án hunyt el a tiroli Arcóban. A Habsburg-család hagyományos temetkező helyén, a bécsi kapucinusok kriptájában (Kapuzinergruft) temették el. Halálával egy korszak zárult le. Egy tipikusan 19. századi, konzervatív arisztokrata hadvezér volt, aki feltétlen lojalitással szolgálta uralkodóját (egyben unokaöccsét). Albert a legjelentősebb osztrák hadvezérek egyike, aki jelentős harctéri sikereket ért el, de más sorsdöntő ütközetekben – amelyet más hadvezérek vezettek, és vereséggel végződtek – nem vehetett részt. Neve és műve némileg elfelejtődött.

### Örökségének sorsa
Az 1864-ben megözvegyült Albert főhercegnek nem volt élő fia. Amikor öccse, Károly Ferdinánd főherceg 1874-ben meghalt, Albert örökbe fogadta testvérének elárvult fiait: Frigyes, Károly István és Jenő főhercegeket. Az idős marsall-nagybátyjuk által nevelt fiúk magas parancsnoki beosztásokba jutottak a császári és királyi hadseregben. 1895-ben, amikor Albert elhunyt, az elsőszülött Frigyes főherceg örökölte Teschen (harmadik) hercegének címét és az összes hercegi birtokot. Frigyes főherceg az első világháborúban a Monarchia haderejének főparancsnoka volt 1917-ig. A Monarchia összeomlása után Csehszlovákia és Ausztria köztársasági kormányai államosították a területükön fekvő tescheni hercegi birtokokat és ingatlanokat.

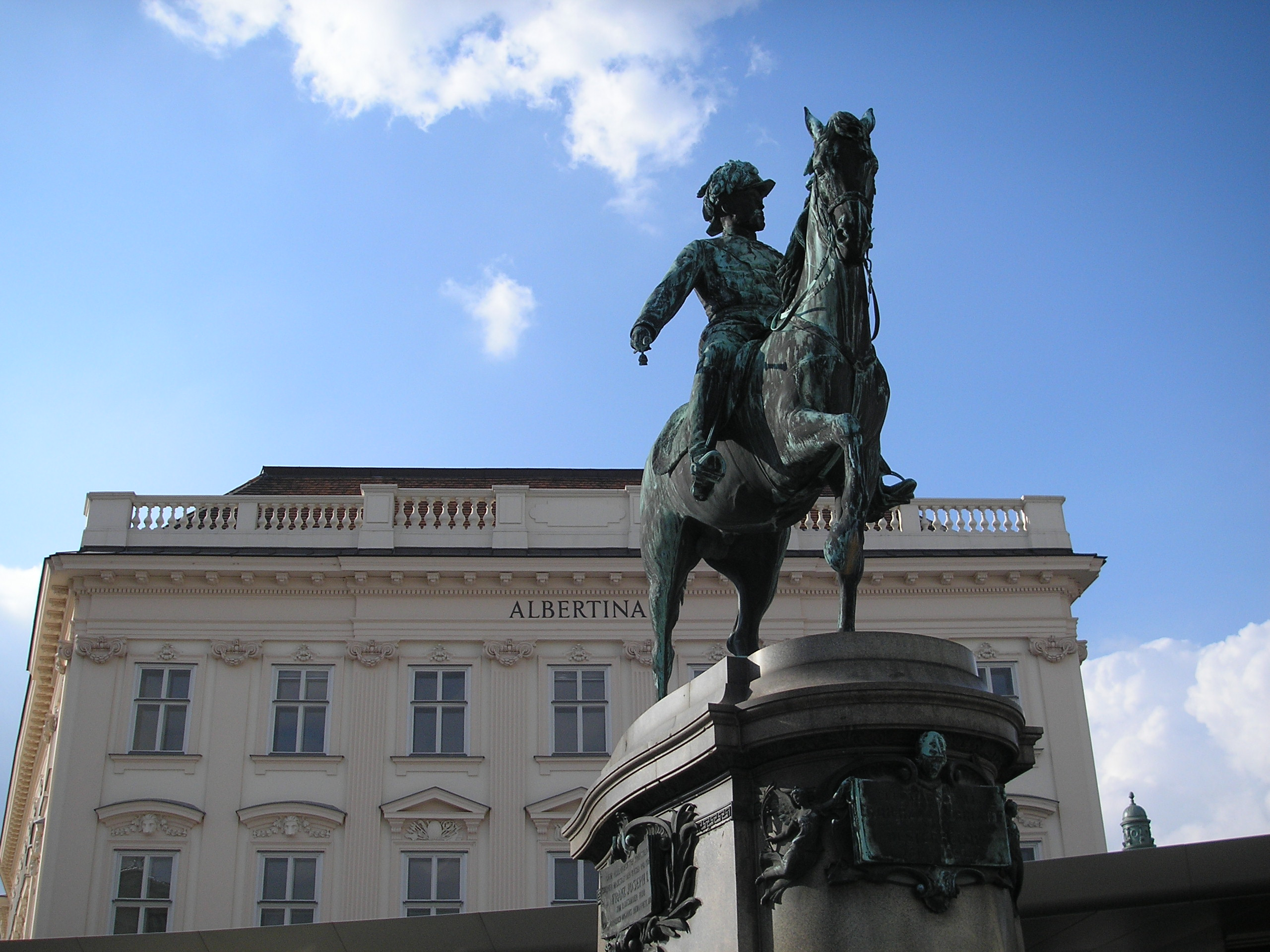
Albert főherceg szobra a bécsi Albertina palota előtt

## Emléke
- A cs. és kir. kaposvári 44. Albrecht főherceg gyalogezred. (Parancsnoksága 1860-ban költözött a városba)
- Albert főherceg palotája Bécs belvárosában (Palais Erzherzog Albrecht): A 18. századra kiépült palotában Albert Kázmér szász–tescheni herceg (1738–1822) a világ legnagyobb grafikai műgyűjteményét, az Albertinát halmozta fel. A palotát és a gyűjteményt Károly főherceg és fia, Albert főherceg, majd annak fogadott fia, Frigyes főherceg örökölték, és lakták. A gyűjteményt 1920-ban az Osztrák Köztársaság kormánya államosította. A palota a második világháború brit–amerikai bombázásaiban súlyosan megsérült, csak egy részét építették újjá.
- A főhercegi palota előtt áll Albert főherceg bronz lovasszobra, Caspar von Zumbusch alkotása (1899), a róla elnevezett „Albrechtsrampe” teraszon.
- Róla nevezték az Albert-kaszárnyát (Albrechtskaserne) Bécs Leopoldstadt negyedében.
- Robert Stolz osztrák zeneszerző (1880–1975) az ő emlékére írta az Albert főherceg-indulót (Erzherzog Albrecht-Marsch), Op. 136.
- Schey Fülöp Albert főherceg kedvenc bankára róla nevezte el az általa Kőszegen alapított Szegényházat: Albrechtinumra.
- Albrecht-emlékjelvény

## Művei
- Gedanken über den militärischen Geist (Gondolatok a harci szellemről), Bécs, 1869
- Erster offizieller Bericht über die Schlacht bei Custozza am 24. Juni 1866 (Az első hivatalos jelentés az 1866. június 24-én lefolyt custozzai csatáról), Österreichische Militärische Zeitschrift, 1866. évf. 2. sz.
- Instruction für die Generalität und höheren Officiere der k.k. Armee in Italien (Útmutatás az itáliai császári-királyi hadsereg tábornoki kara és főtisztjei számára), Österreichische Militärische Zeitschrift, 1866. évf. 3. sz. 33-60. old.
- Das Jahr 1870 und die Wehrkraft der Monarchie (Az 1870-es év és a monarchia védereje), Bécs, 1870
- Über die Verantwortlichkeit im Kriege (A felelősségről, háború idején), Bécs, 1869 (2. kiadás, Bécs, 1870)
- Wie soll Österreichs Heer organisiert sein? (Hogyan legyen megszervezve Ausztria hadereje?), Bécs, 1868